# Mark Nauseef
Mark Nauseef (Cortland, Nueva York, 11 de junio de 1953) es un baterista y percusionista estadounidense, que ha formado parte de la historia de la música moderna, participando en bandas relevantes de rock, y en proyectos relacionados con el jazz o la new age.

## Historial
Nauseef comenzó colaborando como músico de sesión en la gira por Reino unido que, en 1972, realizaron The Velvet Underground, antes de unirse a Elf, liderada por Ronnie James Dio, en 1975. El grupo se separá pronto, por lo que, acompañado del teclista Mickey Lee Soule, Nauseef se unió al excantante de Deep Purple, Ian Gillan, en su nuevo grupo de jazz rock, The Ian Gillan Band. Tras tres álbumes, Gillan deshizo el grupo en 1978.  Nauseef sustituyó al batería de Thin Lizzy, Brian Downey, en dos giras internacionales del grupo, y después se unió a Gary Moore, en su banda "G-Force".
Durante los años 1980, Nauseef comenzó a ampliar su recurso de estilos musicales, incluyendo folclore javanés y balinés (gamelan), así como música de India y de Ghana. Ha grabado diversos discos, en solitario o con formaciones variadas, que recogen estas experiencias.
Nauseef ha tocado y realizado grabaciones con un gran número de músicos, además de los citados, como Joachim Kühn, Jack Bruce, Bill Laswell, Rabih Abou-Khalil, Trilok Gurtu, Steve Swallow, L. Shankar, Hamza El Din, Joëlle Léandre, Ikue Mori, Markus Stockhausen, Andy Summers, Tony Oxley, Tomasz Stanko, Kenny Wheeler, Edward Vesala's "Sound and Fury", Thelma Houston, David Torn, The Ladzekpo Brothers, Charlie Mariano, The Gamelan Orchestra of Saba, Kudsi Erguner, Philip Lynott, George Lewis, Evan Parker y Lou Harrison. En muchos de estos proyectos, Nauseef ha colaborado con Walter Quintus.
Nauseef ha estudiado técnicas de percusión de Oriente Medio y el Cáucaso, con Glen Vélez. Ha trabajado también como productor musical, Sobre todo con artistas de música gamelan.

## Discografía
- Nightline New York, con Joachim Kühn, Michael Brecker, Billy Hart, Bob Mintzer, Eddie Gomez, 1981.
- Personal Note, con Joachim Kühn, Trilok Gurtu, Jan Akkerman, Detlev Beier, 1982.
- Sura, con Joachim Kühn, Markus Stockhausen, Trilok Gurtu y David Torn, 1983.
- Wun Wun, con Jack Bruce y Trilok Gurtu, 1985.
- Dark, 1986
- Dark: Tamna Voda, con L. Shankar y David Torn, 1989.
- Let's Be Generous, 1993
- Bracha, con Miroslav Tadić, David Philipson y John Bergamo, 1989.
- Let's Be Generous, con Miroslav Tadić, Joachim Kühn, y Tony Newton, 1991.
- Keys To Talk By, con Dušan Bogdanović y Miroslav Tadić, 1992.
- The Snake Music, con Miroslav Tadić, Jack Bruce, Markus Stockhausen, David Torn, Wolfgang Puschnig y Walter Quintus, 1994.
- The Sultan's Picnic, con Rabih Abou-Khalil, Steve Swallow, Kenny Wheeler, Charlie Mariano, Milton Cardona, Nabil Khaiat, Howard Levy y Michel Godard, 1984.
- Old Country, con Miroslav Tadić y Howard Levy, 1996.
- Still Light, con Miroslav Tadić y Markus Stockhausen, 1997.
- Loose Wires, con Miroslav Tadić y Michel Godard, 1997.
- Odd Times, con Rabih Abou-Khalil, Howard Levy, Nabil Khaiat y Michel Godard.
- OCRE, con Sylvie Courvoisier, Pierre Charial, Michel Godard y Tony Overwater, 1996.
- Birds Of A Feather con Sylvie Courvoisier, 1997.
- Ottomania, con Kudsi Erguner, 1999.
- Sarabande con Jon Lord y Andy Summers, LP 1976, CD 1999.
- With Space in Mind, Solo 2000.
- Venus Square Mars, con David Philipson y Hamza El Din, 2000.
- Islam Blues con Kudsi Erguner, Nguyen Le y Renaud Garcia-Fons, 2001.
- Gazing Point, con Kudsi Erguner y Markus Stockhausen, 2002.
- Evident, con Joëlle Léandre, 2004.
- Snakish, con Wadada Leo Smith, Miroslav Tadić, Walter Quintus y Katya Quintus, 2005.
- Albert, con Ikue Mori, Walter Quintus y Sylvie Courvoisier, 2006.
- Can You Follow?, con Jack Bruce, John McLaughlin, Tony Williams, Frank Zappa, John Mayall, a.o., 2008.
- No Matter, con Bill Laswell, Markus Stockhausen y Kudsi Erguner, 2008.
- Orte, con Raymond Theler, Walter Quintus y Marcio Doctor, 2008.
- Air, con Dave Liebman, Marcio Doctor, Walter Quintus y Markus Stockhausen, a.o., 2011.
- Aspiration con Alice Coltrane, Carlos Santana, Kudsi Erguner, Zakir Hussain y Pharoah Sanders, a.o., 2011.
- City Of Leaves, con Sussan Deyhim, Bill Laswell y Kudsi Erguner, a.o., 2011
- Near Nadir, con Ikue Mori,  Evan Parker y Bill Laswell, 2011.